# Zhangpu, Anhui
Zhangpu (kinesiska: 张铺, 张铺镇) är en köping i östra Kina. Den ligger i Tianchang i staden Chuzhou i provinsen Anhui, omkring 170 kilometer nordost om provinshuvudstaden Hefei. Antalet invånare är 26 567. Befolkningen består av 13 321 kvinnor och 13 246 män. Barn under 15 år utgör 16,0 %, vuxna 15-64 år 72 %, och äldre över 65 år 11,0 %.